# Obleganje Fort St. Jean
Obleganje Fort St. Jean ali tudi obleganje utrdbe Fort St. Jean (17. september – 3. november 1775 francosko Siège du Fort Saint-Jean) je izvedel ameriški brigadni general Richard Montgomery nad mestom in utrdbo Fort Saint-Jean (Quebec), imenovano tudi St. John, St. Johns ali St. John's, v britanski provinci Quebec med ameriško revolucionarno vojno. Obleganje je trajalo od 17. septembra do 3. novembra 1775.
Po več napačnih začetkih v začetku septembra je kontinentalna vojska vzpostavila obleganje okoli utrdbe Fort St. Jean. Zaradi bolezni, slabega vremena in logističnih težav so postavili minometske baterije, ki so lahko prodrle v notranjost trdnjave, vendar so branilci, ki so bili dobro oskrbljeni s strelivom, ne pa s hrano in drugimi zalogami, vztrajali pri obrambi, saj so verjeli, da bodo obleganje prebile sile iz Montreala pod poveljstvom generala Guya Carletona, 1. barona Dorchesterja. 18. oktobra je padla bližnja utrdba Chambly, 30. oktobra pa je bil poskus Carletona, da bi si pomagal, onemogočen. Ko je novica o tem prišla do branilcev St. Jeana in je nova baterija odprla ogenj na trdnjavo, so se branilci trdnjave vdali in se 3. novembra predali.
Padec utrdbe St. Jean je ameriški vojski odprl pot do pohoda na Montreal, ki je 13. novembra padel brez boja. General Carleton je pobegnil iz Montreala in se odpravil v mesto Quebec, da bi pripravil obrambo na pričakovani napad.